# Neuville-sur-Touques
Neuville-sur-Touques è un comune francese di 255 abitanti situato nel dipartimento dell'Orne nella regione della Normandia.

## Società

### Evoluzione demografica
Abitanti censiti